# Recopa d'Europa de beisbol
La Recopa d'Europa de beisbol fou una competició esportiva de clubs de beisbol europeus. De caràcter anual, fou organitzada per la Confederació Europa de Beisbol i es disputà des de 1990 fins al 2007. Hi participaven els campions de Copa de cadascuna de les federacions nacionals. Els clubs jugaven dues fases, una fase de classificació i una fase final on es disputaven quarts de final, semifinal i final. A partir de la temporada 2008, els campions de Copa disputarien la Copa de la CEB, i la competició es deixà de celebrar.

## Historial
| En negreta = Equip guanyador (1) = Nombre de campionats Nota. Noms dels equips segons l'època |

| Edició                          | Temp.    | Data       | Campió                 | Resultat | Subcampió            | Seu             | ref.  |
| ------------------------------- | -------- | ---------- | ---------------------- | -------- | -------------------- | --------------- | ----- |
| I                               | 1990     |            | Neptunus (1)           |          | World Vision Parma   | França          |       |
| II                              | 1991     |            | Milano Baseball (1)    |          | Neptunus             | Suècia          |       |
| III                             | 1992     |            | Milano Baseball (2)    |          | HCAW                 | Països Baixos   |       |
| IV                              | 1993     |            | Neptunus (2)           |          | Milano Baseball      | Espanya         |       |
| V                               | 1994     |            | Kinheim (1)            |          | Cariparma Angels     | Itàlia          |       |
| No es disputà la temporada 1995 |          |            |                        |          |                      |                 |       |
| VI                              | 1996 (A) |            | Leksand Tumberjack (1) |          | CSKA PVO             | Suècia          |       |
| VI                              | 1996 (B) |            | RC Heemstede (1)       |          | Jimmer's de Saint-Lô | Països Baixos   |       |
| VII                             | 1997     |            | Cariparma Angels (1)   |          | CD Arla              | Països Baixos   | [ 1 ] |
| VIII                            | 1998     |            | Neptunus (3)           |          | Milano Baseball      | Croàcia         |       |
| IX                              | 1999     |            | Neptunus (4)           |          | Kinheim              | República Txeca |       |
| X                               | 2000     |            | HCAW (1)               |          | Orioles Grosseto     | Itàlia          |       |
| XI                              | 2001     |            | Kinheim (2)            |          | HCAW                 | Països Baixos   |       |
| XII                             | 2002     |            | Kinheim (3)            |          | NTNT Tornado's       | Alemanya        |       |
| XIII                            | 2003     |            | KM Pioniers (1)        |          | Kinheim              | Espanya         |       |
| XIV                             | 2004     |            | Rojos de Tenerife (1)  |          | KM Pioniers          | Països Baixos   |       |
| XV                              | 2005     | 19-06-2005 | Rojos de Tenerife (2)  | 6-4      | KM Pioniers          | Anvers          | [ 2 ] |
| XVI                             | 2006     |            | KM Pioniers (2)        |          | Lions de Savigny     | República Txeca |       |
| XVII                            | 2007     | 17-06-2007 | Neptunus (5)           | 2-0      | CBS Sant Boi         | Hoordorp        | [ 3 ] |